# تی‌ام‌اس انترتینمنت
تی‌ام‌اس انترتینمنت  (株式会社トムス・エンタテインメント Kabushiki gaisha Tomusu Entateinmento), با نام سابق توکیو مووی شینسا (به انگلیسی: Tokyo Movie Shinsha), که با نام‌های توکیو مووی (به انگلیسی: Tokyo Movie) یا TMS-Kyokuichi نیز شناخته می‌شود، یک استودیوی انیمیشن ژاپنی است که در ۲۲ اکتبر ۱۹۴۶ تأسیس شده‌است.

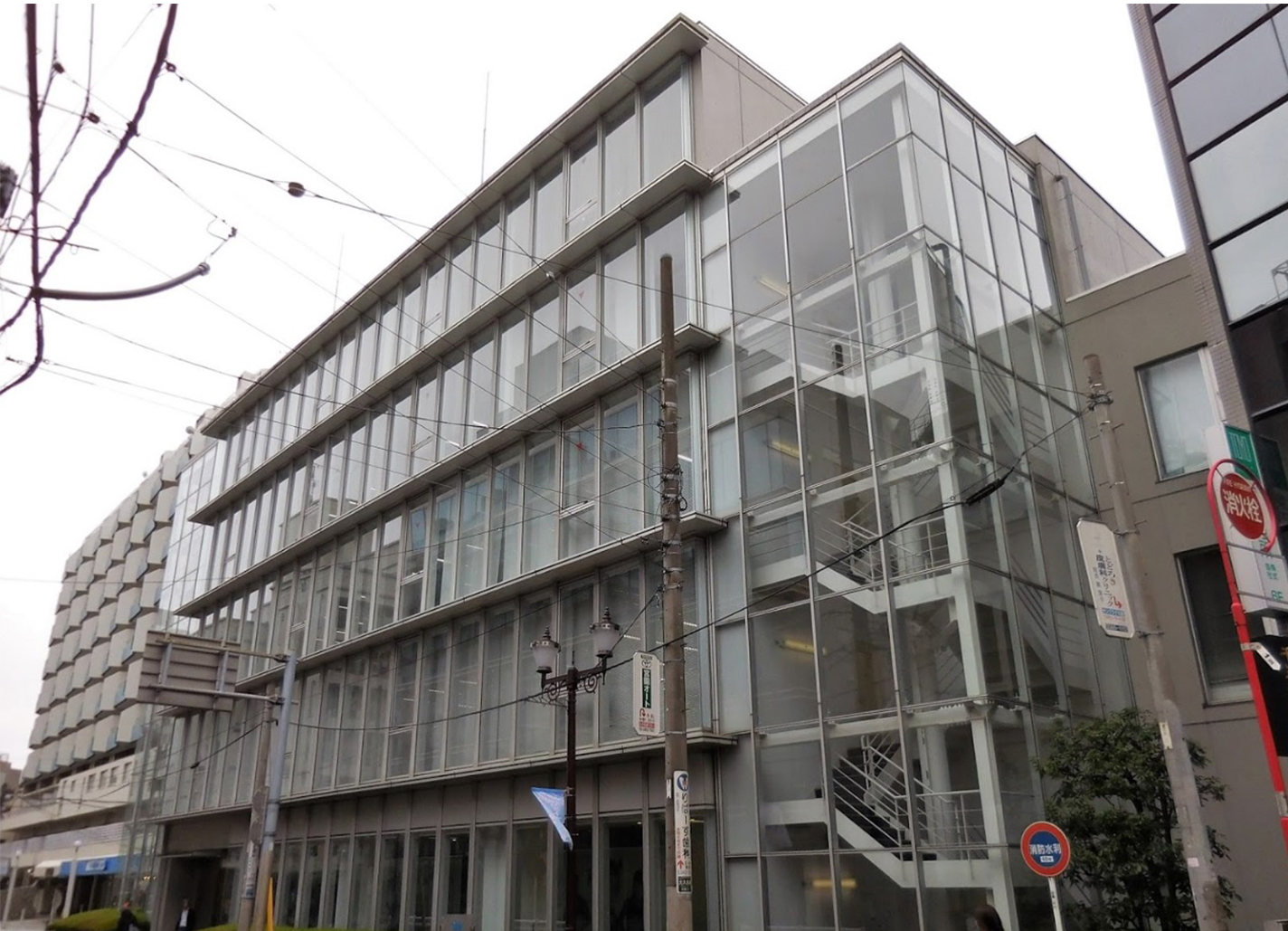
ساختمان شرکت

TMS یکی از قدیمی‌ترین و مشهورترین استودیوهای انیمه در ژاپن است که بیشتر بخاطر انیمیشن‌های متعددی از جمله لوپن سوم, The Rose of Versailles, Anpanman, کارآگاه کونان, Monster Rancher, Hamtaro, Sonic X, دی گری-من, کنیچی: قویترین شاگرد, Bakugan Battle Brawlers و فیلم‌های سینمایی Golgo 13: The Professional, آکیرا و Little Nemo: Adventures in Slumberland, در کنار آثار انیمیشن برای غرب مانند کارآگاه گجت, The Real Ghostbusters, Rainbow Brite, DuckTales, The New Adventures of Winnie the Pooh, Tiny Toon Adventures, بتمن: مجموعه پویانمایی, یاکو و واکو, و Spider-Man: The Animated Series.
در سال ۲۰۱۰، تی‌ام‌اس انترتینمنت یک شرکت تابعه کاملاً متعلق به هلدینگ سگا سامی شد.